# Hartmut Perschau

Hartmut Jörg Heinz Perschau (Gdansk, 28 de março de 1942  - Bremen, 25 de julho de 2022) foi um político alemão. Perschau  foi membro do Parlamento de Hamburgo de 1974 a 1989 e membro do Parlamento Europeu pela Alemanha de 1989 a 1991.
Perschau morreu em julho de 2022, aos 72 anos.